# Личадеевский сельсовет
Личадеевский сельсовет — сельское поселение в Ардатовском районе Нижегородской области Российской Федерации.
Административный центр — село Личадеево.

## История
Статус и границы сельского поселения установлены Законом Нижегородской области от 15 июня 2004 года № 60-З «О наделении муниципальных образований - городов, рабочих поселков и сельсоветов Нижегородской области статусом городского, сельского поселения»

## Население
| 2002  | 2010  | 2012  | 2013  | 2014  | 2015  | 2016  |
| ----- | ----- | ----- | ----- | ----- | ----- | ----- |
| 2198  | ↘1681 | ↘1619 | ↘1591 | ↘1534 | ↘1465 | ↘1458 |
| 2017  | 2018  | 2019  | 2020  | 2021  |       |       |
| ↘1451 | ↘1426 | ↘1394 | ↘1388 | ↘1195 |       |       |

## Состав сельского поселения
| № | Населённый пункт | Тип населённого пункта       | Население |
| - | ---------------- | ---------------------------- | --------- |
| 1 | Выползово        | село                         | ↘53       |
| 2 | Голяткино        | село                         | ↘381      |
| 3 | Докукино         | деревня                      | ↘166      |
| 4 | Красная Речка    | посёлок                      | →2        |
| 5 | Левашово         | село                         | ↘16       |
| 6 | Липовка          | село                         | ↘328      |
| 7 | Личадеево        | село, административный центр | ↘648      |
| 8 | Мечасово         | село                         | ↘21       |
| 9 | Новая Лазаревка  | деревня                      | ↘66       |